# Haszymici
Haszymici, Haszymidzi (Banu Haszim) – arystokratyczny ród arabski wywodzący się z plemienia Kurajszytów, a obejmujący potomków Haszima ibn Abd al-Manafa (pradziadka proroka Mahometa). Choć sam Mahomet nie miał synów, to jego ród był kontynuowany przez jego kuzynów Ibn Abbasa i Alego. Ten drugi ożenił się z Fatimą, z którą miał dwóch synów – Husajna i Hasana, którzy mieli liczne potomstwo. Według tradycji Haszymidzi mieli prawo do sprawowania najwyższej władzy w islamie; później to prawo zostało zawężone do rodu Alidów. Przywilej ten szybko zaczął być kontestowany, w związku z czym w islamie powstały nowe nurty – szyizm  i  charydżyzm.
Od X wieku do 1924 roku dziedziczni szarifowie Mekki i opiekunowie świętych miejsc islamu na Półwyspie Arabskim. Jedną z gałęzi rodu byli Abbasydzi, będący kalifami w latach 750–1258. W XX wieku przedstawiciele rodu, a potomkowie władcy Hidżazu, Saida Husajna ibn Alego proklamowani zostali monarchami: Transjordanii, Syrii, Jordanii, Iraku.

## Królowie Iraku
- Fajsal I
- Ghazi I
- Fajsal II

## Królowie Jordanii
- Abdullah I
- Talal
- Husajn I
- Abdullah II